# クラカケヒラアジ属
クラカケヒラアジ属(Chloroscombrus )は、アジ科に属し現存2種の海水魚を含む属である。タイプ種はクラカケヒラアジ(C. chrysurus )。東西大西洋と東太平洋の沿岸域でみられる。腹側が丸みを帯びた特徴的な体型や、尾柄にある鞍状の暗い斑点から他属の魚類と区別できる。世界的には漁業においてそれほど重要な種は含まないが、一部地域では主要な食料となっている種もある。

## 分類
クラカケヒラアジ属(Chloroscombrus )は現存の2種を含む属である。スズキ目のアジ科に属する。分子情報を用いた近年の系統学の研究により、本属はアジ亜科に含められた。最新の系統学の研究の成果によれば、本属はモンツキヒラアジ属(Hemicaranx )、メアジ属(Selar )、ホソヒラアジ属(Selaroides )、そしておそらくマブタシマアジ属(Alepes )に非常に近縁であり、それらの属がアジ亜科の中でひとつのクレードを作るという。またこの研究ではクラカケヒラアジ属の単系統性も強く支持されている。
本属はフランスの博物学者シャルル・フレデリック・ジラールによって1858年に、彼が見つけた「新種」のChloroscombrus caribbaeus を収容するための新属として、その種をタイプ種として創設された。その後デイビッド・スター・ジョーダンとCharles Henry Gilbertは、おそらくC. carribaeus のタイプ標本が紛失してしまったために、Micropteryx cosmopolita を本属のタイプ種として改めて指定した。この種が現在でも本属のタイプ種として認められている。しかしながら、どちらの学名も1766年にリンネが記載していたScomber chrysurus （クラカケヒラアジ）の後行シノニムであることが後に判明し、現在では実質的に本属のタイプ種はクラカケヒラアジ(Chloroscombrus chrysurus )ということになっている。なおChloroscombrus という属名は、ギリシャ語で「緑色」を意味するchloros と、同じくギリシャ語で「魚」、特に「サバ」を意味するskombros を組み合わせたものである。
本属に属する種の化石記録はない。

## 種
現在では2種がみとめられている。両種は同種である可能性もあるが、そのような関係の真偽を確認するための研究はまだ行われていない。
- Chloroscombrus chrysurus (Linnaeus, 1766)(Atlantic bumper) クラカケヒラアジ[1]
- Chloroscombrus orqueta D. S. Jordan & C. H. Gilbert, 1883 (Pacific bumper)

## 形態
両種ともに小型から中型の種であり、それぞれの最大体長は全長で約30cm(C. orqueta )、約60cm（クラカケヒラアジ）である。他属の魚類からは容易に識別できるが、太平洋に生息するC. orqueta はメアジ(Selar crumenophthalmus )との混同が起こる可能性がある。本属の種を他属の種から区別する特徴のひとつとして腹側輪郭が背側輪郭よりもふくらんでいることがあり、そのため本種は腹側が丸みをおびた特徴的な体型をしている。その他の外見上の特徴として尾柄上部に鞍状の黒斑があること、斜めに開いた口、瞳孔の直径が比較的小さいことなどがある。その他の形態上の特徴は他のアジ科魚類と類似している。背鰭は二つの部分に分かれ、第一背鰭は8棘、第二背鰭は1棘、25-29軟条である。臀鰭には前方に2本の遊離棘があり、それを除けば1棘、25-29軟条である。側線は前方でゆるやかに湾曲し、直線部には6から16の稜鱗（ぜいご）がわずかに発達する。胸に無鱗域はなく、両顎には細かい絨毛状歯からなる歯列が存在する。
体色は両種ともに全体的に銀色であり、背側は青緑色から暗い金属光沢をもった青色になる。C. orqueta には鰓蓋上縁にはっきりとした暗色の斑が存在するが、クラカケヒラアジには存在しない。

## 分布

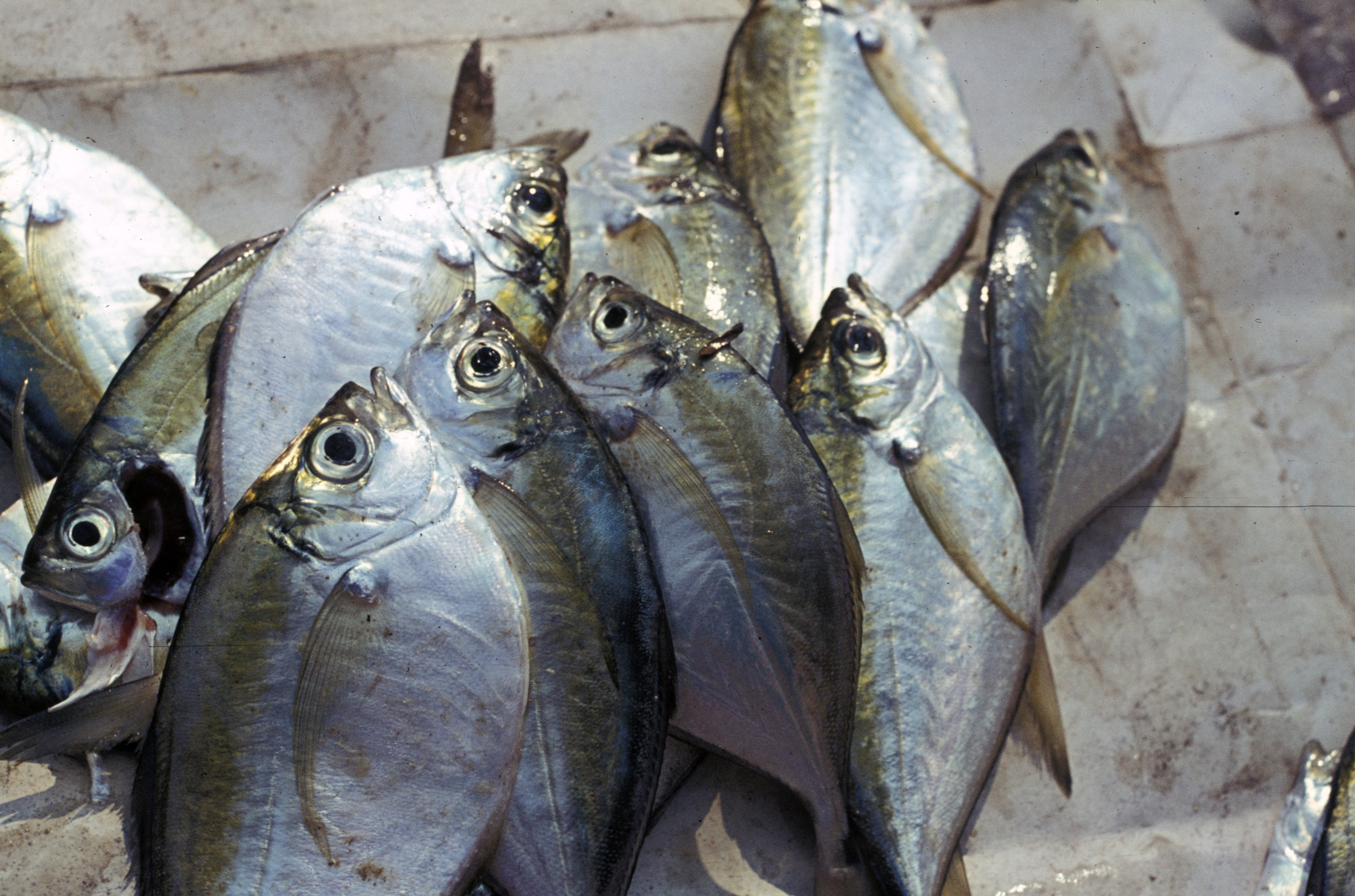
カメルーンで漁獲されたクラカケヒラアジ(C. chrysurus)

本属の二種の分布域は東西大西洋、東太平洋の熱帯・温帯域に限定されている。クラカケヒラアジは大西洋のアメリカ東岸とアフリカ・ヨーロッパ西岸の両方に生息する一方、C. orqueta は東太平洋の中央アメリカ沿岸に生息する。
両種ともに群れを形成する沿岸性の魚類で、大陸棚の付近で漂泳性の生活を送っている。浜やラグーン、エスチュアリーなどの浅い海域でよくみられる。外洋でもまれにみられ、その際はふつうクラゲなどの浮遊物体のそばにいるのがみられる。

## 生態
本属の二種はともに肉食魚で、魚類、頭足類、動物プランクトンなどを含む様々な小型生物を捕食対象とする。稚魚は成魚よりもプランクトンを捕食する傾向が強い。両種の繁殖や仔魚の発生過程については研究が進んでいないが、稚魚はしばしば外洋で発見される。

## 人間との関係
どちらの種についても特にその種を狙った漁業は行われていないが、トロール漁や地引き網、延縄などで漁獲されることがあり、鮮魚、あるいは塩漬けや、冷凍された状態で市場で販売される。どちらの種も特に釣りの対象とはならないが、時々外道として捕獲される。食用としては淡白な味とされるが、クラカケヒラアジはアフリカの一部で主要な食料とみなされている。